# Esergui
Esergui (acrónimo de Estaciones de Servicio de Guipúzcoa) es una empresa española de distribución de carburantes. 
Las propietarias de Esergui son un grupo de gasolineras que están abanderadas bajo la marca AVIA. Esergui actúa como empresa importadora y distribuidora de productos petrolíferos (gasolina y gasoil). La empresa es poseedora de una terminal de almacenamiento de combustible en Ciérvana (Vizcaya) desde donde distribuye combustible tanto a sus clientes-propietarios, como a otras gasolineras que se han abanderado bajo la marca AVIA, como a terceros clientes sin ninguna relación con esta marca.
La empresa destaca por su gran volumen de negocio, que le coloca entre las de mayor importancia en este apartado del País Vasco.

## Historia
Estaciones de Servicio de Guipúzcoa, s.a. (Esergui) nace formalmente en 1981 en San Sebastián (Guipúzcoa). Por aquel entonces la empresa Campsa tenía el monopolio de la importación, producción, almacenamiento, distribución y venta de combustibles en España; sin embargo la entrada de España en la CEE parecía inminente y las leyes antimonopolio de la Comunidad Europea auguraban poco futuro al monopolio de Campsa. Para afrontar ese momento en el que el mercado de la distribución de combustible se liberalizase, varios propietarios de gasolineras de Guipúzcoa decidieron unirse y crear una empresa que se encargase de la distribución de combustible a sus socios-propietarios, funcionando de manera similar a una cooperativa. Así nace Esergui.
Sin embargo hasta 1988 Esergui no obtuvo el título de operador de productos petrolíferos que le habilitaba para la distribución de combustible a sus gasolineras asociadas. Sus primeros años de funcionamiento fueron duros, porque tenía que competir con el antiguo monopolio estatal (Repsol YPF) importando combustible de Francia en camiones cisterna. Esergui suministraba por aquel entonces a una red muy pequeña de gasolineras centrada en Guipúzcoa, que eran a su vez las propietarias de la empresa. Estas gasolineras quedaron abanderadas bajo la marca AVIA, cuando Esergui se asoció a esta marca. A diferencia de otras marcas del sector del petróleo, AVIA no es una compañía petrolera sino un consorcio de origen suizo que unifica la imagen de compañías independientes distribuidoras e importadoras de petróleo de Europa Occidental. 
En 1996 la empresa dio un importante salto cualitativo con la construcción de una terminal de descarga de productos petrolíferos en el Puerto de Bilbao. A partir de ese momento tuvo un crecimiento enorme, siendo necesarias varias ampliaciones de sus instalaciones. En 1996 la red de gasolineras de AVIA era de 16; en diez años la red de gasolineras AVIA aumentó hasta las 100 gasolineras. Además la terminal de descarga les permitió abastecer a otra serie de clientes externos, que conforman actualmente la mayor parte de su volumen de negocio.

## Actividad
La sede y las oficinas centrales de la sociedad están en San Sebastián (Guipúzcoa), donde se creó la empresa en 1981. Sin embargo sus instalaciones más importantes se ubican en el Puerto de Bilbao, donde Esergui tiene una terminal de almacenamiento de productos petrolíferos, desde donde lleva a cabo la distribución de los mismos a sus clientes. Esta terminal está situada dentro del término municipal de Ciérvana.
Esergui actúa como una empresa importadora y distribuidora de productos petrolíferos. A través de contratos de suministro, adquiere gasolinas y gasóleos en el extranjero (Rusia, Argelia, etc..), que importa en barco a través del Puerto de Bilbao. Cada mes lleguen varios barcos cargados de combustible para cubrir su demanda. Desde los barcos se descarga el combustible en los depósitos de almacenamiento que Esergui posee en el Puerto de Bilbao. Estos depósitos también están unidos por oleoducto con la refinería de Petronor de Musques, por si hiciera falta aprovisionarse de ella. Los depósitos de almacenamiento de Esergui de Ciérvana tiene una capacidad de 220 millones de litros. La terminal de almacenamiento está automatizada.
Para la distribución del combustible a sus clientes, la terminal de Esergui dispone de varias formas de dar salida al producto. Para los clientes más lejanos, Esergui llegó en 2007 a un acuerdo con CLH para utilizar la red de oleoductos de esta compañía  (enlace roto disponible en Internet Archive; véase el historial, la primera versión y la última).. También dispone desde 2002 de un cargadero ferroviario, que permite el transporte de combustible por vía férrea. Para los clientes más cercanos, situados en un radio de 300 km utiliza el transporte en camiones cisterna. Una empresa externa, Transportes Bidasoa, se encarga de realizar la distribución y tiene subcontratada la tarea de operador logístico. La terminal dispone de isletas de carga de combustible en camiones cisterna.
El 25% del volumen de combustible distribuido se destina a las 116 gasolineras abanderadas por la marca AVIA. El 75% restante se distribuye entre cooperativas de transportistas o empresas de distribución sectorial (agricultura, sector marino) que lo llevan hasta el cliente final.
En 2010 su cuota de mercado superaba el 2% del sector de distribución de hidrocarburos a nivel nacional, porcentaje que se sitúa en el 6% en su ámbito de influencia (País Vasco y comunidades limítrofes) 
La red de distribución de Esergui se complementa con su participación mayoritaria en el accionariado de diferentes empresas. Así, participa en Sumoil, que opera en el País Vasco en la distribución de gasóleo para automoción, industria, el mundo agrícola y calefacción; en Fuel Services, que opera en Navarra y en Cesar Augusta, que lo hace en Zaragoza. También participa en ISXXI, una empresa de gestión de tarjetas de crédito exclusivas para camioneros. 

### Red de gasolineras AVIA
Esergui es miembro del consorcio AVIA INTERNATIONAL, que agrupa a compañías distribuidoras e importadores de petróleo independientes de Europa. AVIA surgió en 1927 en Suiza como una forma de que pequeñas compañías pudieran competir con las grandes multinacionales del petróleo sin comprometer su autonomía e independencia de acción. Las compañías asociadas tienen libertad de acción y llevan a cabo sus propias estrategias de negocio, pero comparten una misma imagen de marca y acceden de forma conjunta a compras, servicios y estrategias que de otra forma no podrían alcanzar por separado. El origen de la presencia de AVIA en España se remonta a 1987.
Esergui es la distribuidora de la red de estaciones de servicio de AVIA, que en 2010 forman 116 gasolineras repartidas por España. La política de crecimiento de Esergui ha sido la de que gasolineras independientes fueran abanderándose bajo la marca de AVIA, participando muchas de ellas en el accionariado de la empresa. La red AVIA tiene una presencia más importante en la zona norte, cerca del centro de distribución de Esergui. El País Vasco, Navarra, Castilla y León y Cantabria son las regiones donde AVIA tiene mayor implantación.
Esergui se encarga además de operar la marca AVIA, distribuir sus productos (lubricantes, etc.), así como poner en marcha los servicios asociados al Club Avia, un programa de fidelización de clientes. 